# 스즈키 아키코

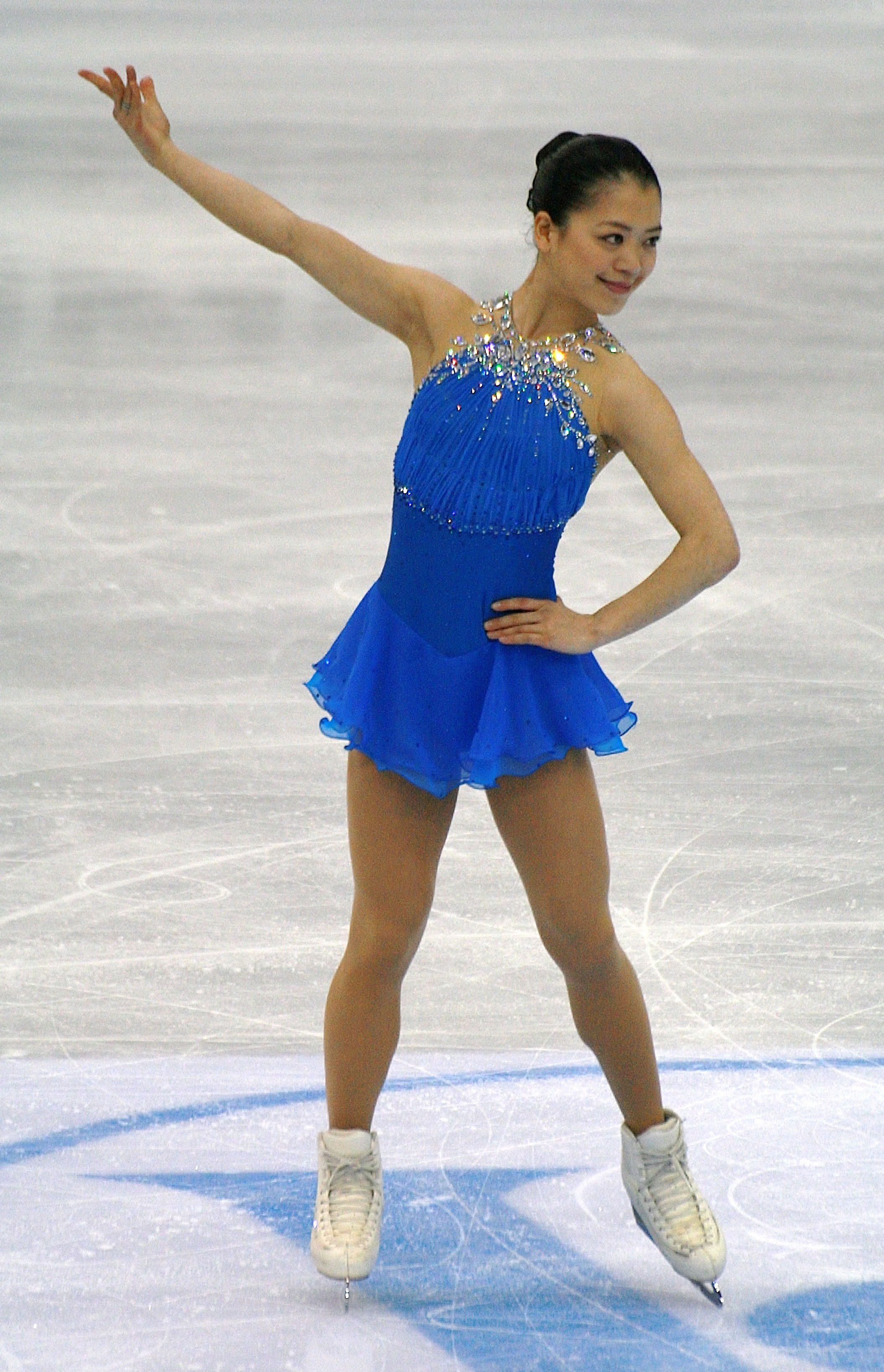
스즈키 아키코

스즈키 아키코(일본어: 鈴木明子, 1985년 3월 28일~)는 일본의 여자 피겨 스케이팅 선수이다.
아이치현 도요하시시 출신이다. 2001년~2002년 시즌 주니어 그랑프리 파이널에서 3위에 올랐다. 그 후 다이어트에 따른 섭식 장애로 거식증에 걸려 체중이 크게 줄어드는 등 건강이 악화되어 여러 해 동안 슬럼프에 빠졌다가 재기하여 2008년~2009년 시즌부터 세계 상위권에 이름을 올렸다. 2009년~2010년 시즌에 더욱 성과를 내어 2009년 컵 오브 차이나에서 우승했으며, 그랑프리 파이널에서 대한민국의 김연아와 일본의 안도 미키에 이어 3위에 올랐다. 2009년 12월에 열린 일본 선수권 대회에서 아사다 마오에 이어 2위에 올라, 2010년 밴쿠버 동계 올림픽 참가 자격을 얻었다. 2010년 1월 대한민국 전주에서 열린 4대륙선수권에서 다시 아사다 마오에 이어 2위에 올랐다. 밴쿠버 동계 올림픽에서 8위에 올랐다. 2011년 세계피겨선수권대회에는 일본선수권에서 4위에 그치며, 진출 실패했다. 그러나 2011-2012시즌 피겨그랑프리 2차대회에서 러시아의 유망주 엘리자베스 툭타미셰바에 이어 2위(172.26)에 올랐고, 그랑프리 4차대회인 'NHK'트로피에서는 라이벌 아사다 마오(184.19)를 제치고, 우승(185.98점)을 차지했다.
2009년 컵 오브 차이나 프리 스케이팅에서 자신의 연기가 끝난 후 팬이 던져준 꽃다발에 비닐포장이 없어 꽃과 씨앗이 빙판위에 흩어진 것을 보고 그것을 일일이 주워들었다. 많은 사람들이 이 선수의 이 미담에 대해서 좋은 인상을 받았고 또 칭찬했다.
2012년 ISU'NHK' 트로피에서 완벽한 연기에도 불구하고 점수가 지나치게 모자라 판정에 의문이 제기되기도 하였다. 한편 아키코는 2013-2014 시즌에 자신히 사용할 프로그램 음악으로, 쇼트프로그램은 에디트 피아프의 사랑의 찬가 바이올린 버전을, 프리스케이팅은 오페라의 유령 OST 라고 자신이 블로그에 밝혔다.